# Camp de Dretelj
- (en) Cet article est partiellement ou en totalité issu de l’article de Wikipédia en anglais intitulé « Dretelj camp » (voir la liste des auteurs).

Le camp de concentration de Dretelj, ou prison de Dretelj, était un camp de détention pour les Bosniaques et les Serbes. Initialement géré par les Forces de défense croates (HOS), il est passé sous le contrôle du Conseil de défense croate  (HVO) pendant la guerre en Bosnie.

## Le camp
Dans leur volonté de créer une Croatie, à l'instar du projet de Slobodan Milošević pour une Grande Serbie, Franjo Tuđman et les représentants des Croates de Bosnie ont entrepris de former un État croate en Bosnie, connu sous le nom de Herceg-Bosna, avec l'intention qu'il rejoigne ultérieurement la Croatie. Cette démarche a marqué le début du nettoyage ethnique visant à expulser les Bosniaques et les Serbes de Bosnie des territoires revendiqués par les Croates. Des milliers de civils ont été emprisonnés dans des camps tels que Dretelj, Heliodrom, Gabela et Vojno.
Le camp de concentration de Dretelj, situé près de Čapljina et de Medjugorje dans le sud de la Bosnie-Herzégovine, était à l'origine une caserne de l'Armée populaire yougoslave. Le camp se composait de cinq hangars en tôle et deux tunnels creusés dans les collines. Chaque hangar mesurait environ 200 mètres carrés et pouvait accueillir entre 400 et 700 prisonniers. En 1992, le HOS détenait principalement des civils serbes dans des conditions inhumaines au camp, avec des cas de viol signalés.
En 1993, à la suite de l'accord entre Milošević et Tuđman sur la partition de la Bosnie, les conflits entre Croates et Serbes ont cessé, permettant aux deux parties de concentrer leurs efforts sur les attaques contre les Bosniaques.
Entre avril et septembre 1993, le HVO a utilisé le camp pour interner des Bosniaques, certains y restant jusqu'en avril 1994. La population carcérale a atteint son maximum le 11 juillet 1993, avec environ 2 270 hommes bosniaques, avant de se stabiliser à une moyenne d'environ 1 700 détenus. À partir de fin juin et jusqu'à la mi-juillet 1993, les autorités de Herceg-Bosna/HVO ont procédé à des arrestations massives d’hommes bosniaques, y compris des membres du HVO, les regroupant en grand nombre au camp de Dretelj. Ce camp a accueilli des hommes bosniaques sans distinction de leur statut civil ou militaire, y compris des garçons de moins de seize ans et des hommes de plus de soixante ans. Les autorités n’ont pas pris de mesures significatives pour séparer les détenus militaires des civils ni pour organiser la libération des civils. En août et septembre 1993, les critères de libération incluaient le fait d’être marié à une Croate ou de posséder un visa pour quitter la Bosnie-Herzégovine. De nombreux détenus ont ensuite été expulsés vers d’autres pays via la République de Croatie.
Les conditions au camp de Dretelj étaient extrêmement dures et insalubres en raison de la surpopulation, de la mauvaise ventilation, du manque de lits et de literie insuffisante, ainsi que d’installations sanitaires inadéquates.
La nourriture et l'eau étaient insuffisantes, et les détenus étaient souvent contraints de manger dans des conditions cruelles et humiliantes.
En juillet 1993, les détenus ont été enfermés sans nourriture ni eau pendant plusieurs jours, entraînant la mort de certains prisonniers musulmans de Bosnie en raison de la déshydratation.
Tout au long de leur détention, les détenus bosniaques ont été soumis à des brutalités, y compris des battements et des traitements cruels par les membres du HVO.
Les détenus étaient régulièrement maltraités, parfois contraints ou incités à battre d’autres détenus. Ceux placés en cellule d’isolement étaient particulièrement brutalisés, subissant des insultes ethniques, des fouettements et des pendaisons prolongées.
Les abus infligés par le HVO ont conduit à de graves blessures et parfois à la mort de nombreux détenus bosniaques, avec au moins quatre décès documentés dus à des violences physiques ou à des exécutions.

## Procès devant le TPIY
Le 11 juin 2008, Jadranko Prlić, Bruno Stojić, Slobodan Praljak, Milivoj Petković, Valentin Ćorić et Berislav Pušić ont été inculpés par le Tribunal pénal international pour l'ex-Yougoslavie (TPIY) pour leur participation à une entreprise criminelle commune visant à purger ethniquement les non-Croates de certaines régions de Bosnie-Herzégovine. Selon l'acte d'accusation, les membres de cette entreprise, qui comprenait « les dirigeants de la Communauté croate de Herceg-Bosna (dont Mate Boban, président de la Communauté, puis de la République croate de Herceg-Bosna) et des dirigeants de la Croatie (dont Franjo Tuđman, président de la Croatie), considéraient qu'il était nécessaire de modifier la composition ethnique des territoires revendiqués comme faisant partie de la Communauté croate de Herceg-Bosna pour réaliser l’objectif ultime de créer une entité croate distincte. ».
Pour atteindre cet objectif, ils ont mis en place et géré un réseau de camps de prisonniers destinés à arrêter et à emprisonner des milliers de Bosniaques. Dans ces camps, les détenus ont été soumis à des conditions inhumaines, subissant des tortures, des privations de nourriture, ainsi que des violences physiques et psychologiques.
Le 29 mai 2013, les six accusés ont été reconnus coupables par le TPIY,,.
Ils ont été jugés pénalement responsables à titre individuel, conformément à l'article 7(1) du Statut du Tribunal, pour :
- Persécutions pour des raisons politiques, raciales et religieuses ; assassinat ; viol ; expulsion ; emprisonnement ; actes inhumains (crimes contre l’humanité punissables aux termes de l’article 5 du Statut) ;
- Traitements cruels ; travail illégal ; destruction ou endommagement délibéré d’édifices consacrés à la religion ou à l’enseignement ; pillage de biens publics ou privés ; attaque illégale contre des civils ; fait de répandre illégalement la terreur parmi la population civile (violations des lois ou coutumes de la guerre punissables aux termes de l’article 3 du Statut) ;
- Homicide intentionnel ; traitements inhumains (violences sexuelles) ; expulsion illégale, transfert illégal et détention illégale d’un civil ; traitements inhumains ; destruction de biens sur une grande échelle et appropriation de biens non justifiées par des nécessités militaires et exécutées de façon illicite et arbitraire (infractions graves aux Conventions de Genève punissables aux termes de l’article 2 du Statut).

## Autres Juridictions
En novembre 1994, Refic Sarić, un prisonnier bosniaque devenu garde, a été reconnu coupable de torture de Bosniaques par un tribunal danois.
L’ancien mercenaire néo-nazi suédois Jackie Arklöv, reconnu coupable de braquage de banque et de meurtre de policiers, avait été stationné dans le camp de Dretelj en tant que garde. Il a été condamné en Suède en 2006 pour les tortures brutales des détenus, des crimes qu'il avait déjà été reconnu coupable en Bosnie en 1994 mais pour lesquels il n’avait pas été puni à l'époque.
En janvier 2010, Ahmet Makitan, un ancien gardien du camp de Dretelj et soldat des Forces de défense croates, a été arrêté en Suède sous suspicion de crimes de guerre. Il a été inculpé pour enlèvement, torture et mauvais traitements infligés à des prisonniers serbes en 1992.
La Cour suprême de Norvège a condamné Mirsad Repak à huit ans de prison le 13 avril 2011 pour privation de liberté ayant causé des souffrances exceptionnelles et sévères aux civils serbes en 1992.
Le 7 avril 2010, la Cour de Bosnie-Herzégovine a condamné Ante Krešić et Petar Matić pour crimes de guerre contre la population civile bosniaque, incluant la torture et des traitements inhumains.
Le 10 avril 2014, Dražen Mikulić, membre de la police militaire du HVO, a été condamné par la Cour de Bosnie-Herzégovine à six ans de prison pour ses crimes de guerre, incluant des traitements inhumains envers des civils bosniaques et des actes de meurtre.
Le 2 juillet 2014, la Cour de Bosnie-Herzégovine a infligé une peine de dix ans de prison à Frano Vulić pour avoir ouvert le feu à travers la fenêtre d'un hangar, entraînant la mort de trois civils bosniaques.
Le 8 janvier 2015, Mijo Banović et Gojko Granić ont été reconnus coupables par la Cour de Bosnie-Herzégovine de crimes de guerre pour avoir infligé des traitements inhumains à des civils bosniaques.
Le 22 septembre 2016, la Cour de Bosnie-Herzégovine a jugé plusieurs responsables du camp de Dretelj, dont Ivan Zelenika, Srećko Herceg, Edib Buljubašić, Ivan Medić et Marina Grubišić-Fejzić, pour leur implication dans des crimes contre l'humanité à l'encontre de détenus serbes en 1992.
Enfin, le 13 septembre 2018, Niko Lovrić a été reconnu coupable par la Cour de Bosnie-Herzégovine d'avoir déporté des civils bosniaques vers le camp de concentration de Dretelj.